# Pëtr Nikolaevič Savickij
Pëtr Nikolaevič Savickij (in russo Пётр Николаевич Савицкий?; Černihiv, 3 febbraio 1895 – Praga, 13 aprile 1968) è stato un etnografo sovietico.

## Biografia
Di origini nobili, studiò economia al Politecnico di Pietrogrado, dove fu allievo di Pëtr Berngardovič Struve. Dopo la rivoluzione russa si unì alle truppe dello Stato Ucraino e fece parte del movimento dei Bianchi nella Russia meridionale, con il cui governo intrattenne relazioni diplomatiche in qualità di segretario di Struve al Dipartimento degli affari esteri.
Negli anni '20 visse a Costantinopoli, a Sofia e a Praga. Insegnò legge all'Università popolare russa (Russkij narodnyj universitet), all'Istituto russo della cooperazione (Russkij institut kooperacii) e all'Università tedesca (Nemeckij universitet). Collaborò con il Circolo linguistico di Praga e fu inventore dello strutturalismo assieme a Roman Jakobson e Nikolaj Sergeevič Trubeckoj.
Contribuì a elaborare il concetto di eurasiatismo e scrisse numerose monografie e articoli al riguardo, tra cui 7 raccolte sull'Eurasia edite dal 1921 al 1931. La sua teoria afferma che un tempo i territori dell'Impero russo appartenessero a un continente speciale che faceva da ponte tra Europa e Asia, sintetizzando le culture orientali e occidentali dal punto di vista religioso e scientifico. Riteneva che la rivoluzione russa fosse un sintomo di insofferenza mostrata nei confronti dei domini stranieri. Esaltava inoltre la ricchezza del territorio russo sia dal punto di vista naturale che spirituale (attraverso la religione ortodossa). La visione di eurasiatismo avrebbe dovuto sostituire quella del comunismo arrivata con la rivoluzione.
Negli anni '20 fu legato al movimento antibolscevica "Trest" e tentò invano di fondare il Partito Eurasiatico. Tuttavia, con la minaccia della Germania nazista, le sue posizioni si avvicinarono maggiormente a una cooperazione con l'Unione Sovietica, condannando il lassismo e la passività dei paesi occidentali. Nella Cecoslovacchia occupata dai nazisti fu direttore del Ginnasio riformato di Praga, poi con lo scoppio della seconda guerra mondiale espresse un vivo sostegno alle truppe sovietiche. Tuttavia venne arrestato dall'NKVD e condannato a 10 anni di prigione che scontò nel lager di Temnikov, in Mordovia. Venne riabilitato ufficialmente solo nel 1990.
Nel dopoguerra visse a Praga, dove lavorò come traduttore e dove fu impegnato in diverse attività con i principali istituti accademici cecoslovacchi.